# فرشته مزاحم
فرشته مزاحم فیلم ایرانی محصول سال ۱۴۰۱ در ژانر کمدی و اجتماعی به کارگردانی و نویسندگی و تهیه کنندگی محمد کریمی است این فیلم در رفسنجان تولید شده است.

## خلاصه فیلم
کریم و سحر شخصیت های اصلی داستان فرشته مزاحم هستند ... این زن و شوهر تمام داشته هایشان را با دوست پدرشان در یک فروشگاه شریک می شوند غافل از اینکه کلاهی بزرگ سرشان رفته است ... آنان تصمیم می گیرند برای رسیدن به حق خود دست به دزدی از فروشگاه بزنند که پیرزن صاحب خانه موی دماغ آنها می شود و اتفاقاتی برایشان رقم می خورد تا اینکه...

## بازیگران
- سعید کریمی
- مونا غمخوار
- فریبا ترکاشوند
- آتش تقی پور
- اسدالله یکتا
- عباس محبوب
- فرهاد بشارتی
- جواد انصافی
- عباس نایی
- محمد رضا قربانی
- حمید کریمی
- مهدیار آزادفر
- عرفان عزیزی
- امیر علی احمدی
- شایان حبیبی
- فاطمه کرمانی